# Jouttijärvi (sjö, lat 66,83, long 25,93)
Jouttijärvi är en sjö i Finland. Den ligger i kommunen Rovaniemi i landskapet Lappland, i den norra delen av landet, 700 km norr om huvudstaden Helsingfors. Jouttijärvi ligger 220,7 meter över havet. Arean är 49,1 hektar och strandlinjen är 4,22 kilometer lång. Sjön  ingår i Kemi älvs huvudavrinningsområde. 